# Firth River
Der Firth River ist ein Wildfluss im US-Bundesstaat Alaska und im kanadischen Territorium Yukon.

## Flusslauf
Der Firth River entspringt in der Brooks Range in Alaska auf einer Höhe von etwa 900 m. Er fließt anfangs nach Nordosten und überquert die kanadische Grenze. Anschließend fließt der Firth River in überwiegend nordnordöstlicher Richtung und schließlich mündet südwestlich der Herschel Island in die Beaufortsee. Er gehört somit zum Einzugsgebiet des Arktischen Ozeans. Der Flusslauf innerhalb Kanadas liegt im Ivvavik-Nationalpark.

## Sport und Freizeit
Der Fluss ist ein beliebtes Ziel für Kajak- und Raftingtouren.